# Тупальська сільська рада
Тупальська сільська рада — колишня адміністративно-територіальна одиниця та орган місцевого самоврядування у Новоград-Волинському, Соколовському районах і Новоград-Волинській міській раді Волинської округи, Київської й Житомирської областей Української РСР та України з адміністративним центром у с. Тупальці.

## Населені пункти
Сільській раді були підпорядковані населені пункти:
- с. Тупальці
- с. Абрамок
- с. Катюха
- с. Новозелене

## Населення
Кількість населення ради станом на 1923 рік становила 1 235 осіб, кількість дворів — 257.
Кількість населення сільської ради станом на 1924 рік становила 1 256 осіб.
Відповідно до результатів перепису населення СРСР, кількість населення ради станом на 12 січня 1989 року становила 946 осіб.
Станом на 5 грудня 2001 року, відповідно до перепису населення України, кількість мешканців сільської ради становила 819 осіб.

## Склад ради
Рада складалася з 14 депутатів та голови.

### Керівний склад сільської ради
| ПІБ                          | Основні відомості                                                         | Дата обрання | Дата звільнення |
| ---------------------------- | ------------------------------------------------------------------------- | ------------ | --------------- |
| Барашовець Микола Феофілович | Сільський голова, 1959 року народження, освіта, безпартійний              | 26.03.2006   | 31.10.2010      |
| Барашовець Микола Феофілович | Сільський голова, 1959 року народження, освіта вища, член народної партії | 31.10.2010   |                 |

Примітка: таблиця складена за даними джерела

## Історія
Створена 1923 року в складі с. Тупальці та колонії Лугова Романовецької волості Новоград-Волинського повіту Волинської губернії. На 1 жовтня 1941 року кол. Лугова не перебувала на обліку населених пунктів.
Станом на 1 вересня 1946 року сільська рада входила до складу Новоград-Волинської міської ради Житомирської області, на обліку в раді перебувало с. Тупальці.
11 серпня 1954 року, відповідно до указу Президії Верховної ради Української РСР «Про укрупнення сільських рад по Житомирській області», підпорядковано села Абрамок, Ново-Зелене (згодом — Новозелене) та х. Катюха ліквідованої Ново-Зеленської сільської ради Новоград-Волинської міської ради.
На 1 січня 1972 року сільська рада входила до складу Новоград-Волинського району Житомирської області, на обліку в раді перебували села Абрамок, Катюха, Новозелене і Тупальці.
У 2017 році територію та населені пункти ради включено до складу новоствореної Брониківської сільської територіальної громади Новоград-Волинського району Житомирської області.
Входила до складу Новоград-Волинського (7.03.1923 р., 15.09.1930 р., 4.06.1958 р.), Соколовського (20.06.1930 р.) районів та Новоград-Волинської міської ради (1.06.1935 р.).